# Tipula (Eumicrotipula) acroleuca
Tipula (Eumicrotipula) acroleuca is een tweevleugelige uit de familie langpootmuggen (Tipulidae). De soort komt voor in het Neotropisch gebied.